# Piotr Bylina
Piotr Bylina (ur. 25 czerwca 1986 w Świebodzinie) – polski duchowny adwentystyczny, sekretarz Kościoła Adwentystów Dnia Siódmego w RP.

## Życiorys
W 2005 przyjął chrzest święty w Kościele Adwentystów Dnia Siódmego i rozpoczął studium Teologii Biblijnej w Wyższej Szkole Teologiczno-Humanistycznej im. Michała Beliny-Czechowskiego w Podkowie Leśnej. Od marca 2006 był kurierem Znaków Czasu na terenie Kaszub w ramach diecezji zachodniej, zaś od września tego samego roku pełnił służbę jako pionier misji globalnej w Płocku, w ramach diecezji wschodniej. 8 października 2006 roku, ożenił się z Alicją z domu Brezgieł. W kolejnych latach współpracował z Grupą Misyjną „Trzej Aniołowie” oraz działał misyjnie na terenie Płocka. W styczniu 2010 rozpoczął służbę pastorską. Pracował w Płocku, opiekując się także przez pewien czas grupami w Sochaczewie i Ciechanowie. Od marca 2012 roku służy jako pastor w Lidzbarku Warmińskim, a także opiekował się zborem w Olsztynie, oraz grupą w Iławie.
9 marca 2019 odbyła się w Lidzbarku Warmińskim, uroczystość ordynacji pastora Piotra Byliny. W uroczystości wziął udział przewodniczący Kościoła pastor Ryszard Jankowski. Od 10 maja 2019 był sekretarzem diecezji zachodniej.
26 maja 2023 podczas XXIII Zjazdu Kościoła Adwentystów Dnia Siódmego w RP został wybrany na nowego sekretarza Kościoła, zastępując na tym stanowisku urzędującego od 2008 roku Marka Rakowskiego. Jako sekretarz Kościoła jest również członkiem trzyosobowego Zarządu Kościoła.